# Тверской областной клинический перинатальный центр
Тверской областной клинический перинатальный центр им. Е. М. Бакуниной — учреждение здравоохранения, самое современное медицинское учреждение в Твери и Тверской области. Официальное открытие, на котором присутствовал В. В. Путин, состоялось 2 августа 2010 года. Центру присвоено имя Е. М. Бакуниной, тверской дворянки, сестры милосердия.

## История
Строительство областного клинического перинатального центра вблизи трассы Москва — Санкт-Петербург началось осенью 2008 года по проекту Министерства здравоохранения и социального развития РФ. Поставленная задача — создание медицинского учреждения нового поколения в Тверской области — выполнялась в самое сложное время — на пике мирового финансового кризиса. Для реализации задуманного проводились многочисленные совещания, с привлечение самых различных специалистов — строителей, поставщиков оборудования, известных врачей, финансистов и многих других. Проходившие в жарких спорах о тех или иных проблемах, такие встречи приносили свои плоды — оформлялась необходимая документация, подготавливалась строительная площадка, возводились стены, проводились современные системы вентиляции и кондиционирования, завозилось многомиллионное оборудование, строились кислородные подстанции и автостоянки для спецтранспорта.
Сегодня Областной клинический перинатальный центр им. Е. М. Бакуниной является одним из наиболее современных учреждений здравоохранения Тверской области. Центр введён в эксплуатацию в марте 2010 г., с начала августа начал работать стационар. На торжественном открытии, с участием первых лиц государства, прошедшем 17 августа 2010 г., главный врач представила итог совместных трудов — центр, спроектированный в соответствии с международными стандартами, рассчитанный на 3000 родов в год, оснащённый самым современным оборудованием и техникой, а также первого рождённого малыша — девочку Машеньку, родившуюся 3 августа 2010 г. Оставаясь верными традиционным канонам русской медицины, а также чтя память великих людей, руководство Тверской области приняло решение назвать центр в честь Екатерины Михайловны Бакуниной, знаменитой сестры милосердия, героини двух войн.

## Структура
- Клинико-диагностическое отделение (поликлиника)
- Акушерский стационар
- Гинекологический стационар
- Детский стационар
- Клинико-диагностическая лаборатория
- Отделение медико-генетического консультирования

## Руководство
В разное время перинатальным центром руководили:
- Гурская Татьяна Юрьевна — 2010—2011 гг.
- Гребенщикова Людмила Юрьевна — 2011 — 2024 гг.
- Косарская Екатерина Эдуардовна — 2024 —  настоящее время.

## Прочее
Перинатальный центр находится в непосредственной близости от Тверской областной клинической больницы.